# Christoph Burger (Bibliothekar)
Christoph Max Burger (* 7. Dezember 1937 in Stuttgart) ist ein deutscher evangelischer Theologe und Bibliothekar.

## Leben
Nach der Reifeprüfung am Gymnasium Fridericanium in Erlangen wurde Christoph Max Burger in das Evangelische Stift Tübingen aufgenommen und studierte seit dem Wintersemester 1956/5 Evangelische Theologie an der Eberhard-Karls-Universität Tübingen sowie an den Universitäten in Erlangen und Berlin. Das erste kirchliche Examen lege er 1961 ab, gefolgt vom Vikariat bei der Württembergischen Landeskirche in Nagold und Neckarsulm und dem zweiten kirchlichen Examen im Jahre 1968. Von 1963 bis 1965 verwaltete er eine Assistentenstelle an der Evangelisch-theologischen Fakultät der Universität Tübingen. Seine Promotion erfolgte in Tübingen bei Friedrich Lang. Seit 1965/66 war Burger drei Jahre als Repetent am Evangelischen Stift Tübingen tätig. 1972 habilitierte er sich für Evangelische Theologie an der Universität Tübingen. Von 1973 bis 1975 absolvierte er als Bibliotheksreferendar die Ausbildung für den höheren Bibliotheksdienst an der Universitätsbibliothek Tübingen und am Bibliothekar-Lehrinstitut des Landes Nordrhein-Westfalen. Im Anschluss an die dort abgelegte Fachprüfung war er von 1975 bis 1992 als Fachreferent im DFG-Sondersammelgebiet Theologie und Abteilungsleiter an der Universitätsbibliothek Tübingen tätig.

## Schriften
- Jesus als Davidssohn. Eine traditionsgeschichtliche Untersuchung (= Forschungen zur Religion und Literatur des Alten und Neuen Testaments, Bd. 98). Vandenhoeck & Ruprecht, Göttingen 1970 (Dissertation Universität Tübingen).
- Jesu Taten nach Matthäus 8 und 9. Herrn Professor Dr. Friedrich Lang in Dankbarkeit zum 60. Geburtstag am 6. September 1973. In: Zeitschrift für Theologie und Kirche, Bd. 70 (1973), S. 272–287.
- Schöpfung und Versöhnung.  Studien zum liturgischen Gut im Kolosser- und Epheserbrief (= Wissenschaftliche Monographien zum Alten und Neuen Testament, Bd. 46). Neukirchener Verlag, Neukirchen-Vluyn 1975, ISBN 3-7887-0448-9 (Habilitationsschrift Universität Tübingen).
- Die „Zeitschriftenaufsatzerfassung“ der Landeskirchlichen Bibliothek Hamburg. Darstellung und Kritik eines Modells zentraler Katalogisierung. Bibliothekar-Lehrinstitut des Landes Nordrhein-Westfalen, Köln 1975.
- Die „Tübinger Schule“ Ferdinand Christian Baurs. In: Uwe Jens Wandel u. a. (Bearb.): „... helfen zu graben den Brunnen des Lebens“. Historische Jubiläumsausstellung des Universitätsarchivs Tübingen (= Ausstellungskataloge der Universität Tübingen, Bd. 8). Universitätsbibliothek, Tübingen 1977, S. 215–219.
- Pietismus in Württemberg. Ausstellung im Foyer des Rathauses in Calw vom 12.–21. September 1981, im Rahmen der Tübinger Universitätswoche im Landkreis Calw. Rathaus Calw 1981.